# Julia Biel
Julia Biel, född 22 februari 1976 i London, är en brittisk jazzsångare och kompositör.
Efter att ha haft en del i indierocken, började Biel studera vid University of Oxford, där hon blev involverad i jazz. Hennes karriär påbörjades år 2000 då hon vann priset Perrier Jazz Vocalist of the Year. Hon har framträtt runt om Storbritannien och fått god kritik av kritikerna. Hennes debutalbum Not Alone (2005) gjordes genom ett samarbete med gitarristen Jonny Phillips som hon samarbetat med i några år.
Biel är också professionell sånglärare i London.

## Diskografi

### Som ledande sångare
- 2000 – The Perrier Jazz Award Winners (tre låtar)
- 2005 – Not Alone

### Som medverkande sångare
- 2004 – Dim Lit (Polar Bear med Julia Biel)
- 2004 – Song for the Sleeping (Oriole med Julia Biel)
- 2004 – Love in the Dead of Night EP (Unity Collective med Julia Biel)
- 2007 – Polar Bear (Polar Bear med Julia Biel)
- 2012 – Human Nature (Soothsayers med Julia Biel)
- 2018 – Tradition (Soothsayers med Julia Biel)